# 김대원 (격투기 선수)
김대원(영어: Dae Won Kim, 일본어: キム デウォン)은 한국의 종합격투기 선수다. 1979년생으로 국적 대한민국에서 태어났다.

## 생애

### 종합 타격 전적
- 8전 4승 4패(2 KO)

| 경기일자         | 상대              | 결과 | 내용                        | 대회                                         |
| ---------------- | ----------------- | ---- | --------------------------- | -------------------------------------------- |
| 2008년 5월 11일  | 멜빈 맨호프       | 패   | 1R 4분 8초 KO               | Dream 3 - Light Weight Granprix Quarterfinal |
| 2007년 10월 28일 | 마르셀로 가르시아 | 승   | 2R 20초 TKO                 | K-1 Olympia Hero's 2007 korea                |
| 2007년 4월 13일  | 조 덕슨           | 패   | 1R 3분 35초 트라이앵글 초크 | Deep - 29th Impact                           |
| 2006년 12월 20일 | 시라이 유야       | 승   | 1R 3분 31초 KO              | Deep - 27th Impact                           |
| 2006년 4월 2일   | 고노 아키히로     | 패   | 1R 9분 암바                 | Pride - Bushido 10                           |
| 2005년 9월 3일   | 야마미야 케이치로 | 승   | 2R 판정                     | Deep - 20th Impact                           |
| 2005년 5월 11일  | 시마카와 노부유키 | 승   | 2R 판정                     | G-Shooto - Special 01                        |
| 2003년 8월 30일  | 오쿠다 마사카츠   | 패   | 1R 3분 13초 KO              | NF 1 - Neo Fight 1                           |

### 정보
주 베이스는 유도다. 그의 소속팀은 수장 윤동식이 이끄는 팀 윤에 소속해 있다. 그의 대표적인 명승부라면 2007년 10월 대한민국 서울에서 열린 히어로즈 대회에서 그래플링의 천재라고 불리는 마르셀로 가르시아와의 명승부이다. 1R에는 그라운드 내내 마르셀로 가르시아에게 말려들다가 2R 초반에 강력한 니킥으로 마르셀로 가르시아가 출혈을 일으키면서 TKO로 승리하는 이변을 일으킨다.